# هوب غودارد إيزيلن
هوب غودارد إيزيلن (بالإنجليزية: Hope Goddard Iselin)‏ هي متسابقة يخت أمريكية، ولدت في 17 يناير 1868 في بروفيدنس في الولايات المتحدة، وتوفيت في 1 أبريل 1970 في أيكن في الولايات المتحدة.

## وصلات خارجية
- هوب غودارد إيزيلن على موقع IMDb (الإنجليزية)